# 施特吕伯尔
施特吕伯尔（德語：Strübbel）是德国石勒苏益格－荷尔斯泰因州的一个市镇。总面积4.40平方公里，总人口85人，其中男性40人，女性45人（2011年12月31日），人口密度19人/平方公里。